# Camma
La camma è un componente sagomato che fa parte di meccanismi di trasmissione del moto con contatto tra due profili. Lo scopo della camma è quello di trasformare una legge di moto (solitamente rotatorio uniforme) in un'altra voluta (molto spesso un moto alternativo).

## Tipi di camma
Le camme possono essere:

Animazione che mostra un albero a camme

- piane (se il cedente si muove in un piano perpendicolare all'asse di rotazione);
- spaziali (altri casi).

Possono anche essere suddivise in camme:
- di prima specie (se il cedente ha moto rettilineo);
- di seconda specie (se il cedente ha moto rotatorio);

ed ognuna delle precedenti può essere ulteriormente divisa in camma:
- a rotella (una rotella fa da interfaccia tra movente e cedente per limitare l'usura);
- a piattello (il contatto tra movente e cedente è a strisciamento superficie-superficie);
- a coltello (il contatto tra movente e cedente è a strisciamento superficie-linea o superficie-punto).

## Esempi di meccanismi a camme
L'esempio più comune per comprendere il funzionamento di un meccanismo a camme è il comando della distribuzione dei motori a combustione 4 tempi. In essi ogni valvola (cedente) è spinta da una molla contro la camma (movente) per fare in modo che sia sempre in contatto e segua il movimento imposto da essa. La camma è messa in rotazione da un albero (nel caso specifico chiamato albero a camme). Così si ottiene la trasformazione di un moto rotatorio in moto alternativo con la legge voluta.
Ci sono molti esempi diversi e non notati che possono essere catalogati come meccanismi a camma. Un diffuso esempio è la chiave della serratura (trasformazione di moto rettilineo alternato in un diverso moto rettilineo alternato multiplo con camma a coltello). Infatti l'immissione della chiave nella sua sede (movente la cui forma dei denti è la camma a strisciamento) ha lo scopo di muovere in una data posizione i pistoncini (cedenti) che liberano la rotazione della chiave stessa.

## Progettazione delle camme
La progettazione delle camme è strutturata con questa logica:
1. definizione del moto originario del movente e del moto da ottenere con il cedente;
2. scelta del tipo di meccanismo a camme;
3. progettazione analitica della cinematica e dinamica.

La fase (1) è imposta dal progetto. La fase (2) è quella che più si affida all'intuito ed esperienza del progettista. La fase (3) è una analisi allo scopo di ottenere la forma necessaria della camma per ottenere il moto voluto (a seconda dei casi e degli approcci può essere più o meno difficoltosa, più o meno approssimata).
Le varie fasi non sono una semplice successioni tra loro, ma tendono ad influirsi a vicenda, in quanto a seconda di determinate scelte si hanno limiti differenti nelle altre fasi.
Bisogna tenere presente anche che il profilo della camma è composto da 4 zone:
- Tratto circolare, che fa parte del cerchio base della camma, dove la valvola resta chiusa
- Rampa di raccordo, zona che ha la funzione di attutire gli urti tra l'eccentrico e la punteria, che altrimenti si verificano per via del gioco tra gli stessi, inoltre tale rampa viene concepita per recuperare completamente il gioco a circa metà del suo percorso, in modo da compensare poi anche eventuali usure, inoltre serve anche per ridurre i picchi delle accelerazioni e le vibrazioni.
- Fianco dell'eccentrico, tratto che determina la legge dell'alzata, dove l'eccentrico è a fianchi convessi (punteria a piattello/bicchiere), non convessi, piani oppure concavi (punteria a rullo o pattino).
- Testa dell'eccentrico, rappresenta la sommità della camma, dove si raggiunge l'alzata massima della punteria, dove può essere ad altezza costante o leggermente variabile.

## Vantaggi delle camme
Le camme hanno capacità di imporre movimenti con:
- grande precisione;
- grandi accelerazioni;
- forze estreme;
- possibilità di applicazione in spazi molto limitati.
- realizzazione di qualunque legge di moto

In alcuni casi (come ad esempio i motori a combustione) non c'è soluzione altrettanto affidabile a parità di costo.

## Svantaggi delle camme
Si elencano di seguito:
- usura - i meccanismi a camme comportano strisciamenti e componenti altamente sollecitati. Le soluzioni per limitare l'usura conseguente possono essere la scelta di materiali e trattamenti superficiali che rendono la scelta costosa, eventualmente associata all'applicazione di lubrificante. L'usura fa perdere la precisione del movimento ed è per natura degenerativa.
- rigidezza - i meccanismi a camme impongono leggi del moto non modificabili (se non con soluzioni molto particolari o con sostituzione delle parti meccaniche). Questa caratteristica le rende poco flessibili, in particolare se confrontate ai sistemi elettronici moderni (servomotori). Se si progetta una camma che impone una legge di moto errata bisogna riprogettare e costruirne una nuova. Con un servomotore, invece, è sufficiente riprogrammare via software la legge del moto (purché il sistema sia capace di applicare le accelerazioni e velocità richieste).
- costo - spesso l'applicazione di un meccanismo a camme viene sviluppato per richieste specifiche, quindi viene progettato e costruito su misura. Questo richiede tempo ed obbliga allo sviluppo di componenti su misura.
- dimensioni - fare spostamenti grandi richiede camme proporzionalmente grandi, quindi le camme vengono usate solo nel rispetto di corse limitate.

L'insieme degli svantaggi elencati dimostra che la scelta di utilizzare un meccanismo a camme deve essere sempre ben ponderata. Le camme vanno usate solo dove è strettamente necessario. In passato rivolgersi alle camme era necessario in molte più occasioni rispetto ai giorni nostri. Con la diffusione di sistemi elettrici/elettronici affidabili e precisi rivolgersi alle camme è diventato molto più raro.